# Turmalină
Turmalina (sau turmalinul) este un cristal semiprețios cu o structură chimică variabilă, un silicat complex de aluminiu și bor. În locul atomilor de aluminiu se pot substitui în diverse proporții atomi de sodiu, calciu, magneziu, fier, litiu etc, determinând variații în proprietățile fizice ale cristalului. Turmalina face parte din mineralele cu sistemul de cristalizare trigonal. Din formula chimică reiese faptul că ionii hidroxilici (-OH) și ionii de fluor (-F) se pot combina în diferite raporturi de amestec cu metale, acest amestec determinând culoarea și duritatea mineralului (între 7 și 7,5).
Culorile turmalinei sunt foarte variate, de la albastru, verde, roșu, roz, brun, până la negru, uneori un cristal putând avea mai multe culori; în secțiune transversală unele cristale apar ca un agat cu linii circulare concentrice de culoare diferită. La turmaline se poate constata frecvent fenomenul de pleocroism, adică schimbarea culorii în funcție de direcția de observare. Cel mai frecvent pleocroism este de la albastru la negru.
O altă proprietate a cristalelor de turmalină este piezoelectricitatea, care se manifestă prin polarizarea electrică a cristalului ca urmare a unei acțiuni mecanice (presiune sau torsiune) aplicată pe o anumită axă a acestuia. De asemenea, cele mai multe varietăți de turmalină prezintă și proprietatea de piroelectricitate, adică apariția unei polarizări electrice în urma încălzirii sau răcirii cristalului. Turmalina este primul material la care s-au observat aceste două proprietăți.
Termenul turmalină a ajuns în limba română din alte limbi europene (în germană Turmalin, franceză tourmaline). La origine se află însă cuvântul sinhalez (limba majoritară vorbită în Sri Lanka) turamali, însemnând „piatră care atrage cenușa”, ceea ce reflectă proprietățile piroelectrice ale turmalinei.

## Răspândire
Turmalina se găsește frecvent în natură sub formă de cristale prismatice asociate cu rocile de granit și pegmatit sau cu rocile metamorfice (gnaisuri, șist-uri, marmură) care s-au transformat prin presiuni și temperaturi ridicate exercitate de straturile vecine.

## Varietăți
Turmalina are o gamă largă de varietăți, dintre care o parte sunt enumerate mai jos:
- Achroit (Farbloser Turmalin, Farbvariante)
- Buergerit NaFe33+Al6(BO3)3[Si6O18]O3F
- Chromdravit NaMg3Cr6(BO3)3[Si6O18](OH)3(0H)
- Dravit NaMg3Al6(BO3)3[Si6O18](OH)3(0H)
- Indigolith (Blauer Turmalin, Farbvariante)
- Olenit NaAL3Al6(BO3)3[Si6O18](O)3(0H)
- Rubellit (Roter Turmalin, Farbvariante)
- Verdelith (Grüner turmalin, Farbvariante)
- Uvit CaMg3(MgAl5)(BO3)3[Si6O18](OH)3F
- Elbait Na(Li1,5AL1,5)Al6(BO3)3[Si6O18](OH)3(0H)
- Feruvit CaFe23+(MgAl5(BO3)3[Si6O18](OH)3(0H)
- Foitit (Fe22+Al)Al6(BO3)3[Si6O18](OH)3(0H)
- Liddicoatit Ca(Li2AL)3Al6(BO3)3[Si6O18](OH)3F
- Magnesiofoitit (Mg2AL)Al6(BO3)3[Si6O18](OH)3(0H)
- Povondrait NaFe33+Fe3+4Mg2(BO3)3[Si6O18](OH)30
- Rossmanit (LiAL2)Al6(BO3)3[Si6O18](OH)3(0H)
- Schörl NaFe3+2Al6(BO3)3[Si6O18](OH)3(0H)
- Vanadiumdravit NaMg3V6(BO3)3[Si6O18](OH)3(0H)

## Utilizare
- Exemplarele foarte frumoase sunt folosite ca bijuterii, ca de exemplu Rubellitul o variantă roșie de turmalină. Un exemplu este „Cupa campionatului de fotbal german”, ornat cu 16 cristale de turmalină.
- Datorită proprietăților sale fizice cristalele de turmalină sunt utilizate în optică și electronică.

## Galerie de imagini

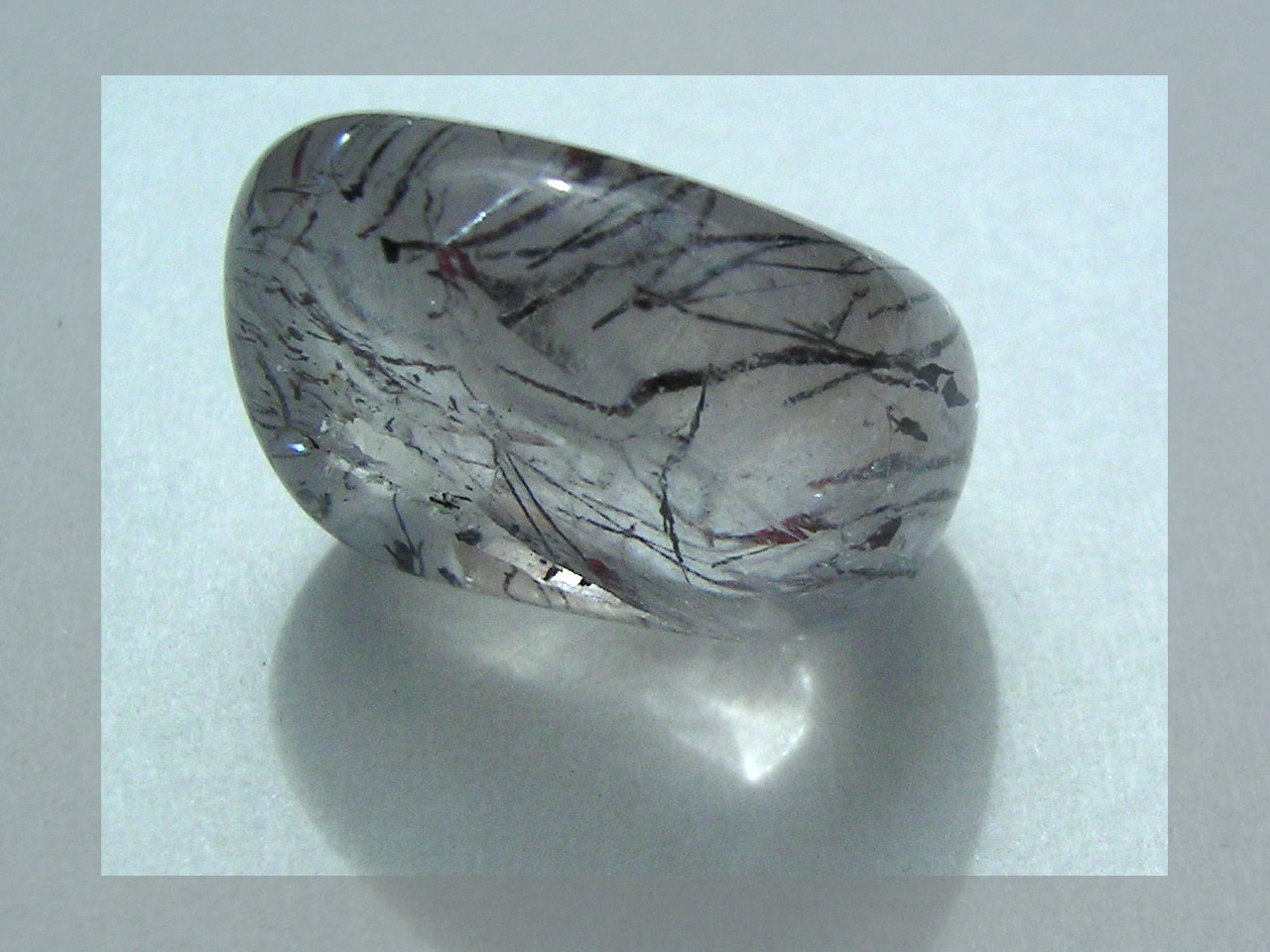
Cuarţ cu incluziuni aciculare de turmalină
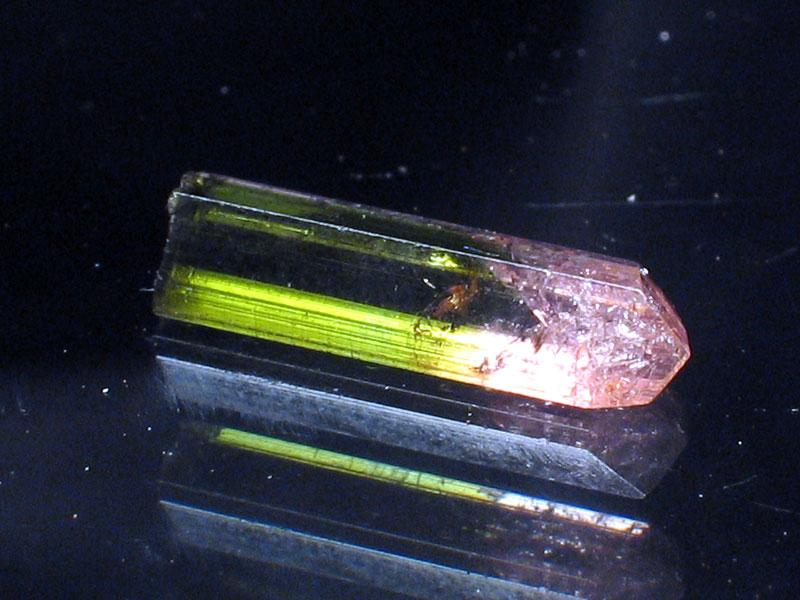
Turmalină policromă
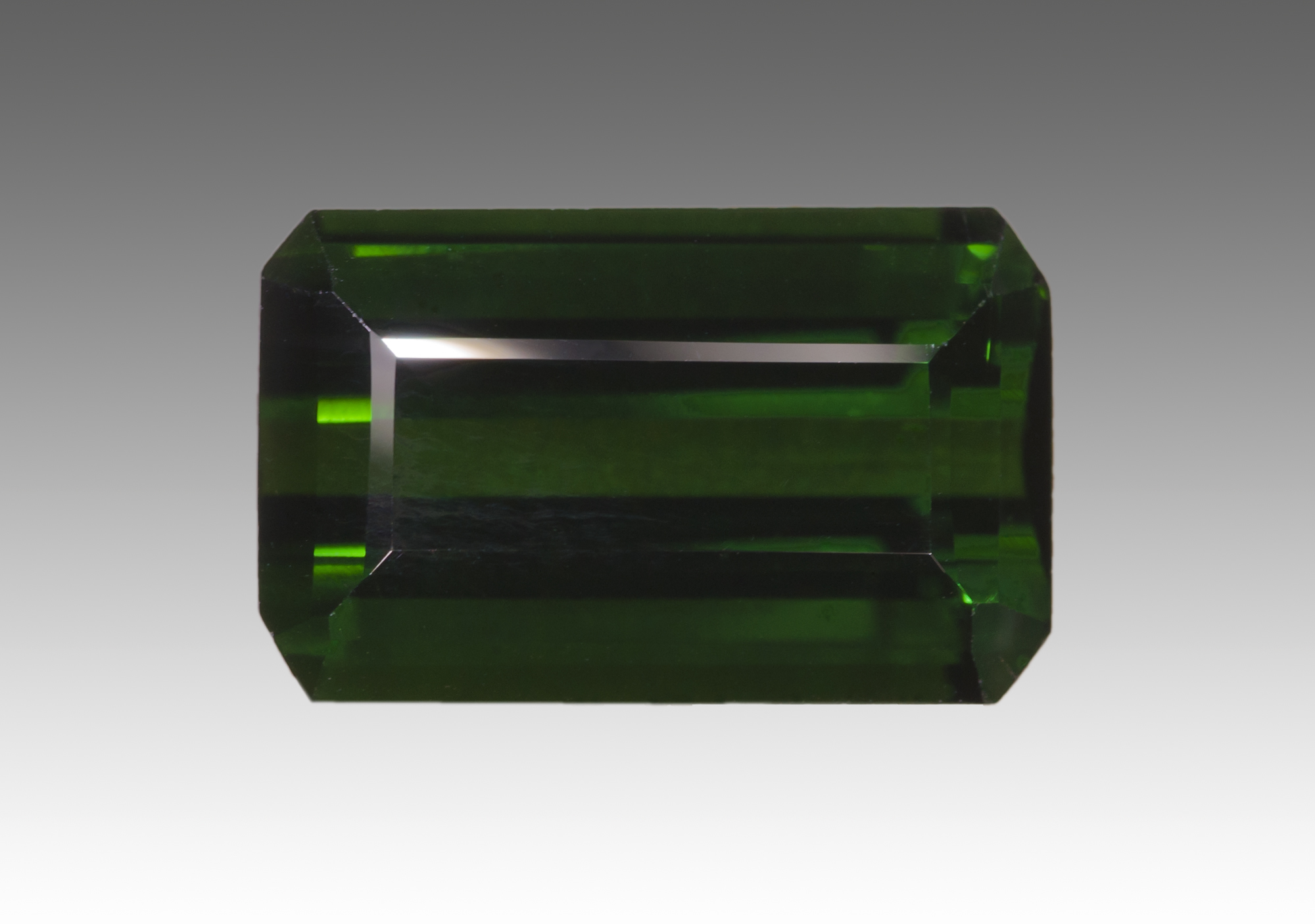
Turmalină şlefuită
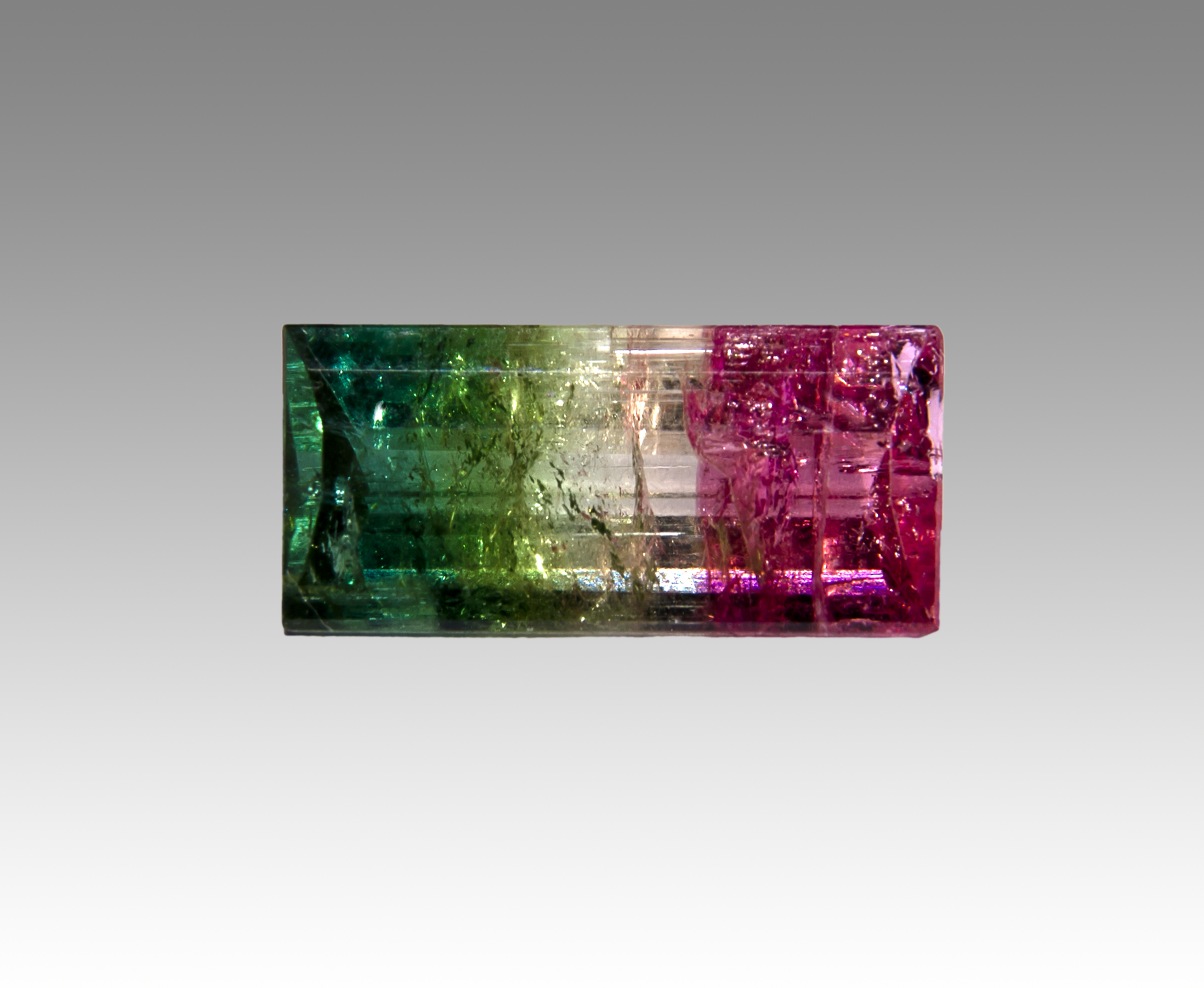
Turmalină policromă